# Гаццола
Гаццола, Ґаццола (італ. Gazzola) — муніципалітет в Італії, у регіоні Емілія-Романья,  провінція П'яченца.
Гаццола розташована на відстані близько 420 км на північний захід від Рима, 155 км на захід від Болоньї, 15 км на південний захід від П'яченци.
Населення — 2065 осіб (2014).

## Демографія
Населення за роками:

Станом на 1 січня 2023 року в муніципалітеті офіційно проживав 131 іноземець з 31 країни, серед них 35 громадян країн Євросоюзу та 16 громадян України.

## Сусідні муніципалітети
- Агаццано
- Госсоленго
- Граньяно-Требб'єнсе
- Пйоццано
- Ривергаро
- Траво